# Franciszek Hodur

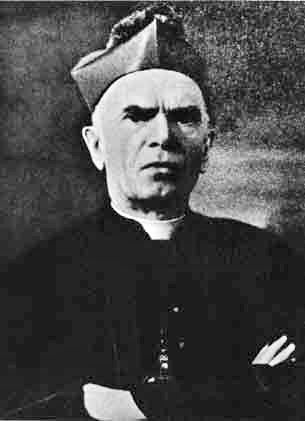
Franciszek Hodur

Franciszek Hodur (* 1. April 1866 in Żarki; † 16. Februar 1953 in Scranton, Pennsylvania) war Begründer und erster Bischof der polnisch-katholischen Nationalkirche (PNCC) in den USA.

## Leben
Seine Kindheit verbrachte er bei seinen Eltern Jan und Maria Hodur in dem Dorf Żarki im galizischen Bezirk Chrzanów, ca. 55 km von Krakau entfernt. Er schrieb sich als Seminarist in Krakau an der Jagiellonen-Universität ein und studierte dort. Er verließ Europa im Dezember 1892 und reiste in die Vereinigten Staaten, wo er hoffte, polnischen Einwanderern zu dienen. Sein Weg führte ihn in die Diözese Scranton, Pennsylvania, und er wurde in das Priesterseminar der St. Vincent’s Erzabtei der Benediktiner in Latrobe geschickt. Am 19. August 1893 wurde er von Bischof William O’Hara zum Priester der römisch-katholischen Kirche geweiht.

## Bruch mit Rom
Als es zu Konflikten zwischen polnischen katholischen Einwanderern in Scranton, Nanticoke, Wilkes-Barre, Plymouth, Duryea sowie Dickson City und ihrem irisch-amerikanischen Bischof kam, reiste Pater Hodur im Januar 1898 nach Rom in der Hoffnung auf Vermittlung durch den Heiligen Stuhl. Ohne zufriedenstellendes Ergebnis kehrte er in die Vereinigten Staaten zurück. Nach einem Treffen mit den Gemeindemitgliedern, die er auf dieser Reise vertreten hatte, gab er seine Entscheidung bekannt, nicht länger unter der Jurisdiktion der römisch-katholischen Kirche zu bleiben.

## Bischofsamt
Franciszek Hodur wurde am 29. September 1907 von Gerardus Gul, dem alt-katholischen Erzbischof von Utrecht, und den Bischöfen Jacobus Johannes van Thiel von Haarlem und Nicolaus Bartholomeus Petrus Spit von Deventer zum Bischof geweiht. Er war der erste Leitende Bischof der PNCC und weihte andere Bischöfe zur Wahrung der apostolischen Sukzession.
Als Prime Bishop Hodur im Februar 1953 starb, nahmen an seiner Beerdigung unter anderem der Leitende Bischof der Episkopalkirche, Charles L. Street, der Suffraganbischof der Diözese von Chicago und Bischof Frederick J. Warnecke der Diözese Bethlehem, zusammen mit anderen prominenten Personen der ECUSA teil.